# Oechalina subacta
Oechalina subacta är en insektsart som beskrevs av Melichar 1914. Oechalina subacta ingår i släktet Oechalina och familjen Tropiduchidae. Inga underarter finns listade i Catalogue of Life.